# 凹叶大苞景天
凹叶大苞景天（学名：Sedum amplibracteatum var. emarginatum）为景天科景天属下的一个变种。

## 扩展阅读
- 維基物種上的相關：凹叶大苞景天